# Nuklearne sile
██ Pet nuklearnih sila potpisnica NPT-a
██ Ostale poznate nuklearne sile
██ Države za koje se sumnja da posjeduju ili razvijaju nuklearno oružje
██ Države koje su nekada imale nuklearno oružje ili program njegovog razvoja
Nuklearne sile su države koje raspolažu nuklearnim oružjem. Pet od tih država se smatraju kao nuklearne sile i sve su potpisnice NPT-a, a to su: Sjedinjene Američke Države, Rusija (nekadašnji SSSR), Ujedinjeno Kraljevstvo, Francuska i Kina.
Tri nuklearne država koje nisu potpisale sporazum o zabrani širenja atomskog oružja (NTP) su: Indija, Pakistan i Sjeverna Koreja. Za Izrael se vjeruje da ima oko 200 nuklearnih bojnih glava, ali nikad nisu priznali postojanje nuklearnog programa niti su potpisali sporazum u vezi širenja nuklearnog oružja.

## Pet nuklearnih sila

#### Sjedinjene Američke Države
| Prvi test                  | 16. srpanj 1945.                        |
| Ime projekta               | Trinity (20kt)                          |
| Posljednji test            | 23. rujan 1992.                         |
| Najjača detonacija         | 15Mt (13. listopad 1954.)               |
| Broj detonacija            | 1054                                    |
| Najveći broj bojnih glava  | 38.345 (1967.)                          |
| Trenutni broj bojnih glava | 5113 (aktivno) 9.960 (ukupno)           |
| Domet                      | 13.000km (zemlja) 12.000km (podmornica) |
| -------------------------- | --------------------------------------- |

#### Rusija
| Prvi test                  | 29. kolovoz 1949.                      |
| Ime projekta               | RDS-1 (22kt)                           |
| Posljednji test            | 2009.                                  |
| Najjača detonacija         | 50Mt (31. listopad 1961.)              |
| Broj detonacija            | 715                                    |
| Najveći broj bojnih glava  | oko 45.000 (1986.)                     |
| Trenutni broj bojnih glava | 11.200 (aktivno) oko 16.000 (ukupno)   |
| Domet                      | 15.200km (zemlja) 8.000km (podmornica) |
| -------------------------- | -------------------------------------- |

#### Ujedinjeno Kraljevstvo
| Prvi test                  | 3. listopad 1952.       |
| Ime projekta               | Hurricane (25kt)        |
| Posljednji test            | 26. studeni 1991.       |
| Najjača detonacija         | 3Mt (28. travanj 1958.) |
| Broj detonacija            | 45                      |
| Najveći broj bojnih glava  | oko 350 (1970.)         |
| Trenutni broj bojnih glava | oko 200                 |
| Domet                      | 13.000km                |
| -------------------------- | ----------------------- |

#### Francuska
| Prvi test                  | 13. veljača 1960.     |
| Ime projekta               | Gerboise Bleue (70kt) |
| Posljednji test            | 1996.                 |
| Najjača detonacija         |                       |
| Broj detonacija            | 210                   |
| Najveći broj bojnih glava  |                       |
| Trenutni broj bojnih glava | 350                   |
| Domet                      |                       |
| -------------------------- | --------------------- |

## Ostale države s vojno nuklearnim programom

#### Sjeverna Koreja
| Prvi test                  | 9.10.2006. |
| Ime projekta               | Unha 3     |
| Posljednji test            | 12.2.2013. |
| Trenutni broj bojnih glava | 34         |
| Domet                      | 4000 km    |
| -------------------------- | ---------- |